# Dipa

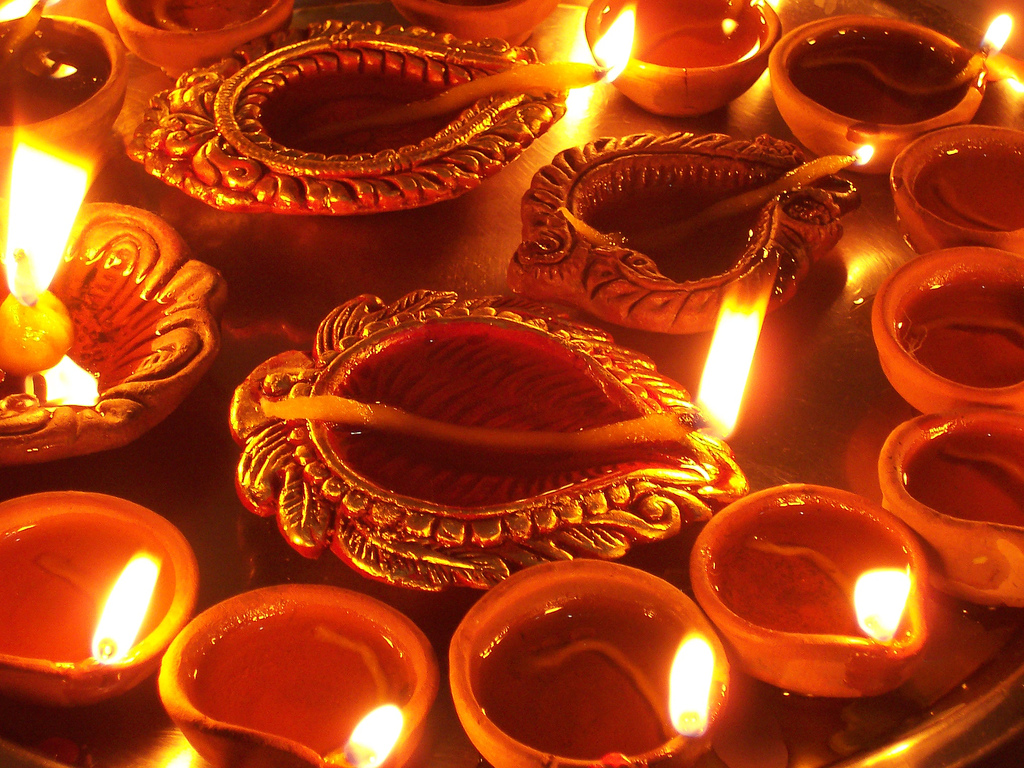
Diya

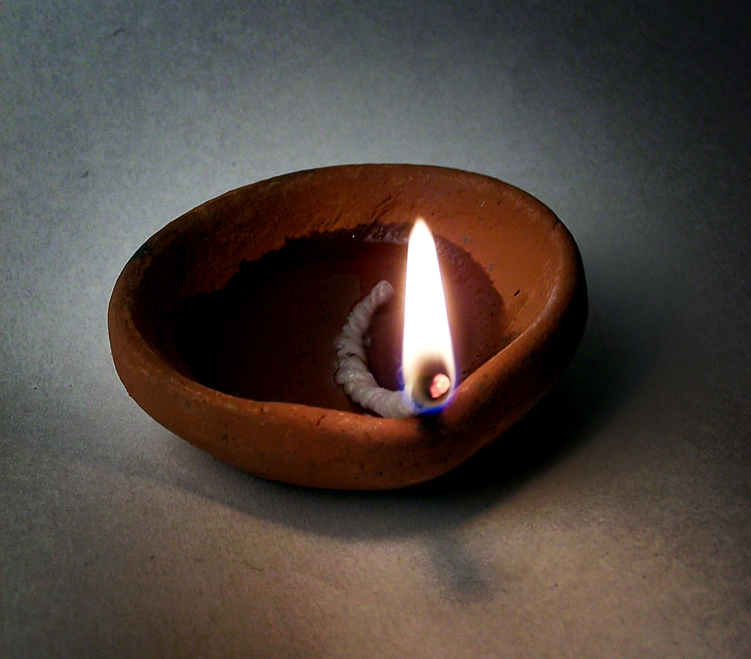
Prosta gliniana dipa używana podczas diwali

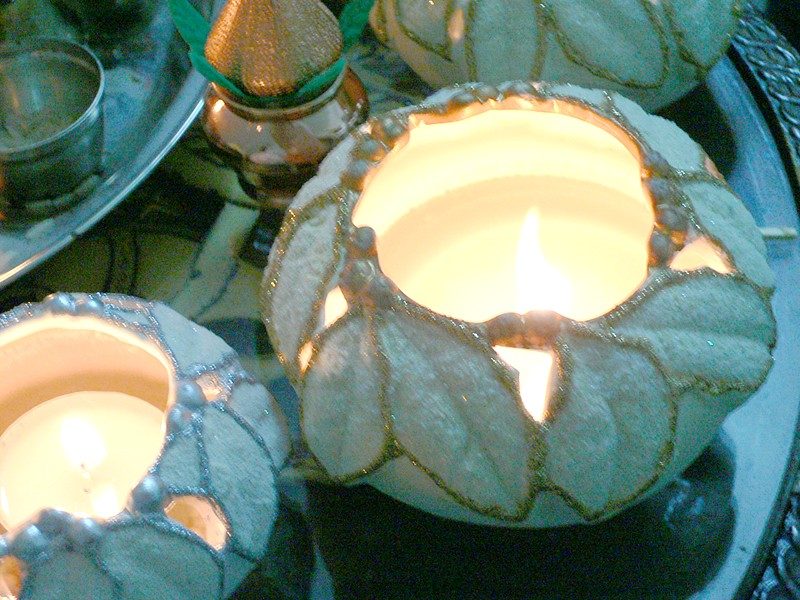
Ozdobne lampki na Diwali

Dipa, ang. deepa, z sanskryckiego दीप dīpa, dosłownie lampa. W języku hindi określana również jako दिया dija, दीप dip, दीपक dipak, दीवा diwa. Choć etymologicznie wszystkie terminy oznaczają to samo, współcześnie rozróżnia się zazwyczaj jednorazowe lampki gliniane, oraz lampki mosiężne, używane na stałe w domu lub świątyni. Oba rodzaje to najczęściej małe lampki oliwne, sławne dzięki wielkiemu "Świętu Światła", zwanemu Diwali lub Dipawali. Stosuje się najczęściej ghi lub olej roślinny.
W związku z pozytywnym skojarzeniem ze światłem słowo to jest również używane jako popularne imię indyjskie. W zapisie angielskim wersja żeńska tego imienia brzmi "Deepa", męska natomiast – "Deepak".